# Fletxa d'Arabat

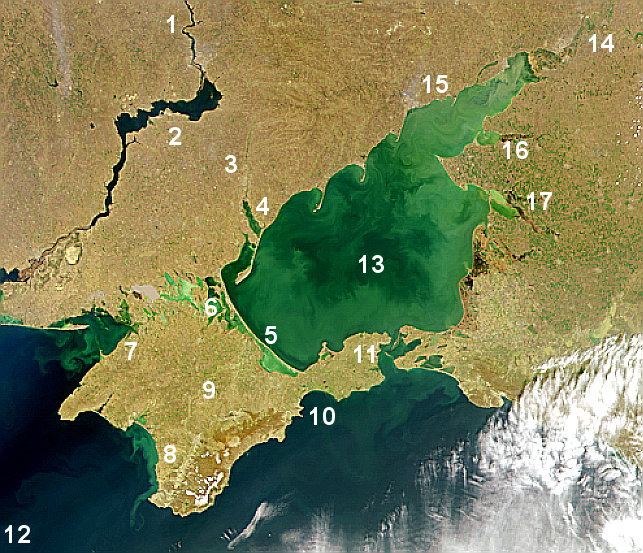
Imatge de satèl·lit de la mar d'Azov; el número 5 indica la fletxa d'Arabat

La fletxa d'Arabat (en ucraïnès, Арабатська стрілка, Arabatska strilka; en rus Арабатская стрелка, Arabàtskaia strelka; en tàtar de Crimea Arabat beli) és un cordó litoral, una extensió de terra que surt de la ciutat de Henítxesk, a la part continental d'Ucraïna, fins a la península de Kertx, a Crimea. Aquesta punta de terra separa el mar d'Azov del Sivaix o mar Podrida, una mar interior poc profunda i molt salada.
La llenca de terra mesura 110 km de llarg per una amplada que varia entre els 270 metres i els 8 km.

## Divisió administrativa
Després de l'annexió de la major part de Crimea a Rússia, la frontera entre la República Autònoma de Crimea i l'óblast de Kherson de facto va passar a ser la frontera entre Ucraïna i Rússia, mentre que la part nord de la fletxa d'Arabat va continuar formant part d'Ucraïna (óblast de Kherson).